# Sang Culé
Penya Barcelonista Sang Culé Cor Català — це фанатське угрупування, засноване в 1991 році, яке підтримує усі спортивні секції «Барселони». Одна з найчисельніших за присутністю груп у Палау Блауґрана. Найпопулярніше і найчисленніше фанатське угрупування «Барселони». Почало набирати оберти з середини 1990-х років.